# Michael Boris Mandirola
Michael Boris Mandirola, né le 10 février 1988, est un espérantiste italien.

## Biographie
Il a été élu membre du bureau de l’Organisation mondiale des jeunes espérantophones (TEJO) pour la période 2011-2013 au poste de membre du bureau chargé des relations extérieures. De plus, il est engagé dans IEJ, la section nationale de TEJO en Italie. Il habite à Toulouse et exerce la profession d’ingénieur informaticien. Il a l’habitude de s’engager dans l’organisation de rencontres, l’enseignement de l’espéranto, l’information dans des écoles et autres évènements en lien avec les jeunes.
Lors du 71e Congrès international de la jeunesse (IJK) à Wiesbaden (Allemagne) en 2015, il est élu président de TEJO. L'un des enjeux qu'il soutient pour l'organisation est son indépendance juridique. Il laisse sa place en 2017 à Enric Baltasar (eo), élu président de TEJO le 9 aout 2017.